# Distrito de Otuke
El distrito de Otuke es uno de los ciento once distritos administrativos que dan origen a la actual organización territorial de la República de Uganda. Su ciudad capital es la ciudad de Otuke.

## Localización
El distrito de Otuke limita con el distrito de Agago al norte, cn el distrito de Abim por el noreste, al este limita con el distrito de Napak, pr el sudeste limita con el distrito de Amuria, al sur limita con el distrito de Alebtong, por el sudoeste limita con el distrito de Lira y por el noroeste comparte límites con el distrito de Pader.

## Población
El distrito de Otuke cuenta con una población total de 38.976 habitantes según las cifras suministradas por el censo poblacional llevado a cabo durante el año 2002 en Uganda.